# センテーニバル
センテーニバルは、2001年のディズニー・オン・アイスの日本公演でのショーの名前。センテニアル（centennial）とカーニバルを合わせた造語。主催者である中京テレビによる公募で決定した。

## 概要
制作は、他のディズニー・オン・アイスと同じくフェルド・エンターテイメント。
振付師は、サラ・カワハラ（Sarah Kawahara）が行った。

## 出演
『ピノキオ』より
- ピノキオ：松浦功
- ブルー・フェアリー：アリソン・ベネット
- ゼペットじいさん：スコット・アーヴァイン

『美女と野獣』より
- ベル：ナタリア・ザイツェヴァ
- ガストン：ブライアン・ダックワース

『アラジン』より
- ジーニー：スコット・アーヴァイン

『ライオン・キング』より
- シンバ：ドミトリ・サヴィン
- ナラ：ナタリア・ザイツェヴァ

『トイ・ストーリー2』より
- バズ・ライトイヤー：小山朋昭
- ウッディ：ヴラディスラヴ・ヴラディミロヴ
- フリック
- ハイムリック

『ムーラン』より
- ムーラン：アニー・ラモス
- シャン：小山朋昭
- シャン・ユー：ブライアン・ダックワース